# Paul Otto Radomski
Paul Otto von Radomski (21 settembre 1902 – Székesfehérvár, 14 marzo 1945) è stato un militare tedesco, funzionario delle SS. Durante la seconda guerra mondiale, comandò il campo di concentramento di Syrec' nell'Ucraina occupata e il campo di concentramento di Haidari, vicino ad Atene, in Grecia.

## Biografia

### Carriera nelle SS
Radomski fu un cosiddetto "vecchio combattente" (Alter Kämpfer) del Partito Nazista e uno dei primi compagni di Reinhard Heydrich, capo della RSHA. Scontò sei mesi di prigione nel 1932 per l'omicidio di un avversario, politicamente di sinistra. Fu considerato di carattere brutale anche dai suoi colleghi ufficiali delle SS: al suo successivo processo in Grecia, il giudice delle SS, lo Sturmbannführer Wehser lo definì un ubriacone "primitivo in tutti i suoi pensieri e sentimenti".

### Campo di concentramento di Syrec'
Dopo aver servito a Stettino, Radomski fu nominato comandante del campo di concentramento di Syrec' a Kiev. Fu situato all'estremità nord-occidentale della città, nella località chiamata Syrec', oggi sobborgo della città. Il campo fu creato nella primavera del 1942. Come comandante del campo instaurò un regime di terrore, ordinando severe punizioni anche per le infrazioni più piccole, un'abitudine che usò nel suo nuovo incarico in Grecia.

### Campo di concentramento di Haidari
Nell'autunno del 1943, Radomski fu nominato comandante del campo di concentramento di Haidari, vicino ad Atene, in Grecia. Il precedente comandante tedesco, il sergente Rudi Trepte, e i suoi due interpreti greci furono arrestati dalla Gestapo per ragioni sconosciute.
Sotto il comando di Radomski, i detenuti del campo furono messi a lavorare in due turni di quattro ore ogni giorno tranne la domenica. I detenuti furono divisi in gruppi di 100 uomini, con un centurione responsabile: il lavoro non fu destinato a scopi produttivi, ma semplicemente per spezzare il morale dei prigionieri, infatti furono fatte scavare buche e poi riempite, costruiti muri per poi abbatterli.
Un resoconto del testimone oculare Constantine Vatikiotis, arrestato il 26 ottobre 1943, descrive Radomski che giustiziò personalmente un prigioniero ebreo chiamato Levy, di fronte agli altri prigionieri, "per aver tentato di fuggire il giorno del suo arresto". Questa esecuzione servì non solo come monito per gli altri, ma per "mettere i detenuti in costante paura della loro vita". Vatikiotis stimò che nei pochi mesi in cui si trovò ad Haidari furono giustiziate circa 2 000 persone, altre 300 morirono a causa delle torture subite nel campo o nel quartier generale della Gestapo nel centro di Atene: questi numeri includono 30 donne, 104 invalidi e 230 studenti.
Il 17 febbraio 1943, ubriaco dopo una festa di compleanno, minacciò di sparare al suo stesso aiutante per aver perso le chiavi della sua stanza. Come risultato di questa azione fu portato davanti a un tribunale delle SS, degradato e inviato a prestare servizio a Riga. Fu sostituito ad Haidari dal tenente Karl Fischer.
Dopo la guerra, le tracce di Radomski furono perse fino al 2005, quando la procura di Amburgo annunciò che le autorità ucraine, indagando sui crimini nel campo di concentramento di Syrec', riferirono che Radomski morì il 14 marzo 1945 nelle vicinanze di Székesfehérvár in Ungheria.